# Granice Słowenii
Granice Słowenii mają łączną długość 1377 km (uwzględniając wybrzeże Morza Adriatyckiego o długości 43 km). Obecnie Słowenia graniczy z czterema państwami. Wszystkie te państwa należą do Unii Europejskiej. Całkowita powierzchnia kraju wraz z powierzchnią wód morskich wynosi 20 273 km². Słowenia należy do strefy Schengen, toteż jej granice zewnętrzne są otwarte dla krajów ościennych.

## Państwa graniczące ze Słowenią
Słowenia graniczy z:
- Austrią na długości 330 km na północy
- Chorwacją na długości 670 km na południu i południowym wschodzie
- Węgrami na długości 102 km na północnym wschodzie
- Włochami na długości 232 km na zachodzie

Wyróżnia się granice Słowenii:
- słoweńsko-austriacką
- słoweńsko-chorwacką
- słoweńsko-węgierską
- słoweńsko-włoską

Granica z Węgrami to jednocześnie granica zewnętrzna strefy euro, do której Słowenia należy.